# Oktobarska revolucija
Oktobarska revolucija, (Ruski: Октя́брьская револю́ция, još i "Velika Oktobarska socijalistička revolucija", Вели́кая Октя́брьская социалисти́ческая револю́ция) Oktobarska socijalistička revolucija ili Listopadska revolucija, revolucija u Rusiji koja je dovela do ukidanja Ruske Republike i stvaranja Saveza Socijalističkih Sovjetskih Republika. Centralni događaji revolucije odigrali su se u tadašnjoj prijestolnici Rusije Petrogradu, gdje su komunistički ustanici i vojnici oružanom silom svrgnuli privremenu vladu Aleksandra Kerenskog, koja nakon Februarske revolucije nije uspijevala stabilizirati političku i gospodarsku situaciju u zemlji, niti stanje na ratištu gdje je ruska vojska pred rasulom branila zemlju od vojnih snaga Njemačkog carstva i Austro-Ugarske.
Oružani prevrat je prošao bez velikog otpora snaga lojalnih vladi Kerenskog, a Boljševici će nakon nekoliko mjeseci sklapanjem Mira u Brest-Litovsku izvesti Rusiju iz I. svjetskog rata; potpisivanjem tog mirovnog ugovora se Rusija odrekla vlasti nad Ukrajinom, Poljskom, Litvom, Finskom, Latvijom i Estonijom, te znatnim dijelovima Bjelorusije i Gruzije. Nakon izlaska Rusije iz velikog međunarodnog sukoba stanje u zemlji nije stabilizirano, te će Ruski građanski rat potrajati sve do 1922. godine.

## Uvod u revoluciju
Suprotno popularnom mišljenju kako Veljačka (Februarska) i Oktobarska revolucija nastaju kao posljedica Prvoga svjetskog rata, službeni dokumenti Ruskoga Carstva navode na drugi pogled na činjenice: političko stanje u Rusiji je još od početka XX. stoljeća bilo nestabilno. Nakon gušenja Ruske revolucije 1905. godine pod pritiskom državne represije dolazi do samo kratkotrajnog smirivanja situacije koja se ubrzo počinje pogoršavati po vladajuću elitu. Tijekom 1910. godine Rusiju potresaju samo 222 štrajka i od toga je bilo 8 političkih. Već 1913. godine broj štrajkova je 2404 i od njih policija kao političke ocjenjuje njih 1034, a samo u prvom dijelu 1914. godine (do kolovoza) imamo 3534 štrajka od kojih je 2565 političkih. Sve u svemu Rusija se u trenutku izbijanja rata nalazi u predrevolucionarnom razdoblju, ali čak niti car toga nije svjestan jer mu policija u izvještaju iz 1913. godine javlja da se broj nemira smanjuje i kako nema opasnosti od revolucije pošto se svi problemi mogu riješiti bez pomoći vojske.

## Događanja
Dana 8. ožujka 1917. god. (23. veljače po starom kalendaru) nemiri se pretvaraju u pobunu, te nastaje   Veljačka revolucija. Počelo je rušenje carskog apsolutizma i polufeudalnog sistema u Rusiji. U sljedeća dva dana postalo je jasno da je riječ o građanskoj revoluciji. Car raspušta Dumu, ali je dio poslanika formirao Privremeni izvršni odbor. 12. ožujka vojska otkazuje poslušnost i prelazi na stranu pobunjenika. Revolucionari zauzimaju Admiralitet, Zimski dvorac (Ermitaž), Petropavlovsku tvrđavui uhićuju posljednje članove carske vlade. Izvršni odbor proglasio se Privremenom vladom, a istovremeno se formirao Petrogradski sovjet od 250 članova koji je također želio djelovati kao vlada, pa je u Rusiji tako počelo razdoblje dvovlašća. 14. ožujka Privremena vlada sastavljena od liberalnih političara dobiva podršku u odnosu na ljevičarski Sovjet. Vladavinu je car povjerio bratu Mihajlu, ali je i on abdicirao, što su učinili i ostali članovi carske obitelji. Tako je poslije 4 stoljeća završeno carsko razdoblje u povijesti Rusije. Privremena vlada imala je vlast, s Aleksandrom Fjodorovičem Kerenskim kao najutjecajnijim članom, ali je stanje sve više išlo na ruku radikalnim boljševicima.
Boljševici su svoju priliku vidjeli u zahtjevu da Rusija odmah istupi iz rata. Ulice Petrograda 2. i 3. svibnja ponovo su bile poprište nemira, koji su zahvatili i Moskvu.
Privremena vlada nije uspjela riješiti ekonomsku krizu u Rusiji, ali nastoji konsolidirati loše stanje na bojištima, te 1. srpnja 1917. godine u organizaciji ministra obrane Aleksandra Kerenskog i pod zapovjedništvom generala Alekseja Brusilova počinje tzv. Ofenziva Kerenskoga. Ispočetka je ofenziva uspješna, te Kerenski već 2. srpnja 1917. godine uspijeva i formalno doći na čelo vlade. Međutim je moral vojske nizak, te osobito pješaštvo - u kojemu se organizira mnogo ljevičarskih vojnih savjeta - odbija sudjelovati u napadnim djelovanjima. Naposljetku se ruska vojska u neredu povlači čak 240 kilometara; zapravo neprijatelj napreduje dokle god linije opskrbe ne postaju preduge za opskrbu snaga koje bez otpora osvajaju ruski teritorij.
Dana 16. srpnja 1917. godine počinju antiratne demonstracije u Petrogradu, te je na mirne prosvjede izašlo oko pola milijuna ljudi, zahtijevajući prestanak rata, te da vlada preda vlast Sovjetu. Dolazilo do sporadičnih sukoba između demonstranata i vladinih odreda, kojima se pridružuju i boljševici, koji su na svojem 4. kongresu (održanom u Stockholmu 10. – 25. travnja 1917.) već bili donijeli odluku da krenu u oružanu revoluciju. Kerenski izravno s fronta dovlači vjerne jedinice, koje demonstrante tretiraju kao veleizdajnike i na njih otvaraju vatru iz mitraljeza, ubivši njih više stotina. Takvo brutalno gušenje nereda ostavlja u Petrogradu izrazito nestabilno stanje.
Tijekom rujna 1917. god. vođa boljševika Vladimir Iljič Uljanov Lenjin  - koji se s ovećom grupom drugih boljševika iz dugogodišnjeg političkog egzila u Švicarskoj vratio u Petrograd nakon Februarske revolucije posesbnim vlakom koji je putovao preko Švedske, a kojega im je na raspolaganje stavila Njemačka, vrlo vjerojatno kako bi pridonijela daljnjoj destabilizaciji Rusije - s kojom je ratovala razrađuje plan ustanka i metode osvajanja vlasti. »Crveni komesari« danonoćno urgiraju za prekid rata i potpisivanje separatnog mira s Njemačkom. Veći dio vojske bio je pod boljševičkom kontrolom. Najaktivniji revolucionar bio je Lav Trocki. Ipak, dio vođa Boljševika (Lev Kamenjev i Grigorij Zinovjev) nije bio za ustanak, ali je konačnu odluku ipak donio Lenjin.
Dana 7. studenoga (25. listopada po starom kalendaru – oktobarska revolucija) počela je pobuna. Tada je bio zakazan »Drugi sveruski kongres sovjeta«. Naoružani ustanici kreću u akciju već u zoru i zauzimaju najvažnije dijelove Petrograda. Otpora nije bilo, pa je grad već ujutro bio u rukama boljševika, Vlada je još uvijek držala Zimski dvorac; slijepim hitcem s tog broda označen je početak napada na sam dvorac. Kerenski je uzalud pokušavao prijeći u protunapad jer jedinice nisu izvršavale njegova naređenja. Krstarica »Aurora« odbija isploviti i usmjerava topove prema Zimskom dvorcu. Odlično pripremljeni ustanak donio je brzu pobjedu, praktično bez jednog pucnja. Tako je počela povijest komunizma u svjetskoj civilizaciji.
Dana 8. studenoga 1917. god. Kongres Sovjeta prihvatio je da se do Ustavotvorne skupštine osnuje privremena vlada »radnika i seljaka«, pod nazivom "Sovjet narodnih komesara" (Sovnarkom), koji je bio sastavljen isključivo od boljševika. Predsjednik je bio Lenjin, komesar vanjskih poslova Trocki, a unutrašnjih Aleksej Ivanovič Rikov. Stvoren je i poseban odbor za pitanje nacionalnosti čiji je predsjednik bio Josif Staljin, budući crveni imperator. Program ove vlade bio je utemeljen na Dekretima o miru i zemlji.
Dana 12. prosinca boljševici su poraženi na izborima, ali nisu ni pomišljali na predaju vlasti. 15. prosinca zaključeno je primirje s centralnim silama. Dana 18. siječnja 1918. god. sastala se Ustavotvorna skupština u Tavričeskom dvorcu. Boljševočko rukovodstvo ubrzo je odlučilo da zabrani rad skupštini, pa je 19. siječnja donijet dekret o raspuštanju Ustavotvorne skupštine kojim se Sovjeti, kao klasne ustanove, proglašuju za one koji jedine mogu nadvladati otpor imućnih klasa i postaviti temelje socijalističkom društvu. "Sva vlast Sovjetima" bila je parola pod kojom su boljševici ovladali Rusijom i potom Sovjetskim Savezom.
Tako je boljševička vlast stala na noge, ali je uslijedio krvavi Ruski građanski rat, koji će potrajati sve do 1922. godine. Veći broj viših carskih časnika ustao je protiv boljševika, a prvi su se počeli okupljati Kozaci u bazenu Dona. Sile Antante također su bile neprijateljski raspoložene prema novoj vlasti, te se planiralo formiranju ekspedicijskog korpusa koji bi otišao za Rusiju i služio kao jezgra okupljanja »bijelih«. To je podržao i Japan, ali predsjednik SAD-a Woodrow Wilson, u skladu sa svojim liberalnim načelima, nije dao svoju suglasnost pa se bez američke pomoći nije moglo ništa ozbiljnije poduzeti. Kasnije će britanske, američke, japanske i francuske vojne snage ipak zauzeti ruske luke Murmansk, Arhangelsk, Odesu i Vladivostok kako bi putem njih dopremale znatnu vojnu pomoć za snage Bijele garde.  U siječnju 1918. god. stvorena je Crvena armija. Zapovjedništvo nad vojskom preuzima Lav Trocki i do jeseni okuplja čitavih 800.000 vojnika s krajnjim ciljem od 3 milijuna.
Dana 3. ožujka 1918. nakon dugih pregovora pod teškim uvjetima zaključen je i mir u tvrđavi u Brest-Litovsku. U travnju 1919. god. počelo je povlačenje francuskih i britanskih trupa iz Rusije. Do kraja srpnja svi gradovi zapadno od Urala pali su u ruke boljševika. General «Bijele garde» Anton Denjikin kreće prema Moskvi u odlučujuću bitku i dolazi na 200 km od grada. 14. listopada Crvena armija kreće u protuudar. Poraze doživljavaju i general Nikolaj Judenič i admiral Aleksandar Kolčak, a poražen je na jugu Rusije i general Pjotr Wrangel, koji emigrira u Beograd. Tijekom zime 1919. – 1920. Crvena armija zauzima sve gradove u Sibiru. U ljeto 1920. god. ratuje se u Besarabiji i Ukrajini. Crvena armija nadire kroz Poljsku i dolazi do Varšave, ali je ne uspijeva osvojiti. Tijekom 1921. god. vođeni su povremeni sukobi. Lipnja 1922. Japanci se povlače s ruskog Dalekog istoka. Tako je težak i nemilosrdan građanski rat - koji je prozročio više milijuna smrti u oružanim borbama, crvenom i bijelom teroru, te zbog teških bolesti među vojnicima i ratom zahvaćenim civilima - došao kraju, a oko 2 milijuna ljudi emigriralo je iz Rusije.
Ukrajina, Poljska, Litva, Finska, Latvija i Estonija proglašavaju neovisnost od Rusije, te od tih zemalja jedino Ukrajinska Narodna Republika nije uspjela obraniti svoju neovisnost.